# Niklas Persson
Niklas Persson (Ösmo, 26 marzo 1979) è un ex hockeista su ghiaccio svedese.

## Palmarès

### Mondiali
- 1 medaglia:
  - 1 oro (Svezia/Finlandia 2013)